# Amálek
Amálek či Amalech (hebrejsky עֲמָלֵק, AMALEK) je jméno Ezauova vnuka, syna Elífaze a Timny, jenž se podle Bible stal praotcem stejnojmenného kmene Edomitů, který proslul zarputilou nenávistí k Izraeli. Jméno Amálek se vykládá jako „Ten z Hlubiny“ či „Dolák“ .
Podle židovské tradice sahá nenávist Amáleka k Izraeli do doby, kdy praotec izraelského národa Jákob neopětoval lásku Timny. Zhrzená Timna začala Jákoba nenávidět a z trucu se stala konkubínou Jákobova příbuzného Elífaze. Když se z tohoto vztahu narodil syn, svou nenávist odmalička vštěpovala i jemu a později i jeho dětem. Zvlášť zákeřně byli Izraelci napadeni Amálekem v Refídimu, když po vysvobození z egyptského otroctví táhli pod vedením Mojžíše k hoře Sinaj, kde měli obdržet desky Zákona. Po boji Bůh skrze Mojžíše Izraelcům přikázal, aby v budoucnu, až nastane vhodný okamžik, vymazali památku Amálekovu zpod nebes. Po dlouhé době byl provedením tohoto úkolu pověřen izraelský král Saul.
| „                          | Toto praví Hospodin zástupů: Mám v patrnosti, co učinil Amálek Izraeli; položil se mu do cesty, když vystupoval z Egypta. Nyní jdi a pobij Amáleka; jako klaté zničíte vše, co mu patří. Nebudeš ho šetřit, ale usmrtíš muže i ženu, pachole i kojence, býka i ovci, velblouda i osla! | “ |
| — 1Sam 15, 2–3 (Kral, ČEP) | |   |

Saul však selhal, když dovolil, aby byl ušetřen život amáleckého krále Agaga. Zákeřná nenávist tak měla pokračování v potomcích Agaga a vyvrcholila zamýšleným pogromem na židovské obyvatelstvo v perské říši za vlády Achašveróše, o němž pojednává kniha Ester a v němž sehrál tragickou roli Agagovec Haman.
To, že se z Amáleka stal urputný nepřítel Izraele, je v rámci judaismu částečně vnímáno jako trest od Boha za to, že Timna chtěla podstoupit gijur, ale otcové Izraele ji odmítli. Z toho je pak vyvozováno, že nikomu nemá být bráněno v konverzi na židovskou víru.